# Codici aeroportuali IATA - Q

## Q
- QAQ Aeroporto di L'Aquila-Preturo, L'Aquila, Italia
- QAS Aeroporto civile, Chlef, Algeria [1]
- QAW Aeroporto civile, Anniston Fort McClellan Bus Trml, Stati Uniti d'America
- QBC Aeroporto Bella Coola, Bella Coola, Canada
- QBF Aeroporto civile, Vail Van Service Off Line Point, Stati Uniti d'America
- QBW Aeroporto civile, Batemans Bay, Australia
- QCA Aeroporto civile, La Mecca, Arabia Saudita
- QCE Aeroporto civile, Copper Mountain Van Service (Colorado), Stati Uniti d'America
- QDF Qualunque aeroporto di Dallas (Texas), Stati Uniti d'America
- QDU Aeroporto Main Train Station, Düsseldorf, Germania
- QFK Aeroporto civile, Selje Harbour Launch Service, Norvegia
- QFQ Aeroporto civile, Måløy Harbour Launch Service, Norvegia
- QGV Aeroporto civile, Francoforte-Neu-Isenburg, Germania
- QHO Qualunque aeroporto di Houston (Texas), Stati Uniti d'America
- QIB Aeroporto civile di Milano-Bresso[2], Bresso, Italia
- QJU Aeroporto civile, Jalandhar, India
- QJZ Aeroporto civile, Nantes,  Francia
- QKB Aeroporto civile, Breckenridge Van Service, Stati Uniti d'America
- QKL Aeroporto civile, Colonia Main Station, Germania
- QKS Aeroporto civile, Keystone Van Service Colorado, Stati Uniti d'America
- QKU Aeroporto civile, Colonia-Deutz, Germania
- QLD Aeroporto civile, Blida, Algeria [3]
- QLE Aeroporto civile, Leelon Off-Line Point (Nuova Galles del Sud), Australia
- QLI Aeroporto civile, Limassol, Cipro
- QML Aeroporto civile, Mirpur, Pakistan
- QNB Aeroporto civile, Anand, India
- QND Aeroporto civile, Novi Sad, Serbia
- QNY Aeroporto civile, Skyports Seaplane Base New York, Stati Uniti d'America
- QPG Aeroporto Paya Lebar Air Base, Singapore
- QRA Aeroporto civile, Johannesburg Randgermiston, Sudafrica
- QRO Aeroporto civile, Querétaro, Messico
- QRX Aeroporto civile, Narooma, Australia
- QSC Aeroporto civile, São Carlos, Brasile
- QSF Aeroporto Setif Ain Arnat, Sétif, Algeria [4]
- QSR Aeroporto di Salerno-Pontecagnano, Italia
- QUB Aeroporto civile, Ubari, Libia
- QWG Aeroporto civile, Charlotte Wilgrove Air Park, Stati Uniti d'America
- QXD Aeroporto civile, Cachoeiro de Itapemirim, Brasile
- QXG Aeroporto Civile, Angers, Francia
- QZC Aeroporto civile, Smiggin Holes, Australia
- QZN Aeroporto civile, Relizane, Algeria [5]